# Парадокс нових штатів
Парадокс нових штатів (англ. New States Paradox) спостерігався в США, де при додаванні нових штатів деякі колишні штати отримували більше представників у конгресі, хоча природно було очікувати, що, оскільки число членів конгресу зростає пропорційно населенню нового штату, його додавання не вплине на кількість представників існуючих штатів.
Парадокс виникає через методи округлення, а саме через застосування методу Гамільтона.

## Приклад парадокса в 1907 році
Оклахома стала штатом в 1907 році. До її вступу, з 1900 року в палаті представників було 386 місць. Загальна кількість виборців становила 74 562 608 чоловік, і кожен депутат представляв 193 167 осіб.
В Оклахомі було близько мільйона жителів, що мали право голосу. Очікувалося, що вона просто отримає 5 представників, збільшивши їх загальну кількість до 391, що не повинно вплинути на розподіл представників від інших штатів. Однак, при використанні методу Гамільтона виникла парадоксальна ситуація. Застосувавши його до 391 місця, отримали 5 місць для Оклахоми, 4 — для штату Мен і 37 — для штату Нью-Йорк. До вступу Оклахоми в союз, штат Нью-Йорк мав 38 місць, а штат Мен всього 3. Таким чином, приєднання Оклахоми призвело до переходу одного місця в конгресі від штату Нью-Йорк до штату Мен.